# Песталоцци, Макс
Макс Песталоцци (нем. Max Pestalozzi; 18 февраля 1857 — 8 июня 1925, Цюрих) — швейцарский шахматист.
Представитель разветвлённого швейцарского семейства Песталоцци, внук банкира Леонхарда Песталоцци (1786—1864), приходившегося троюродным братом великому педагогу, сын банкира Адольфа Саломона Песталоцци (1816—1872) и Магдалены Берты Шультесс.
До 1889 года был математиком. С 1889 по 1921 работал на швейцарской железной дороге, дослужившись до должности директора административного отдела департамента железных дорог Управления почт и железных дорог.
Сооснователь и первый президент шахматного общества Цюриха, старейшего шахматного клуба в мире. Входил в редакционную коллегию газеты Schweizerische Schachzeitung.
Поделил 1-е место на трёх чемпионатах Швейцарии (1889, 1890 и 1901).
Сын, Макс Саломон Песталоцци (1902—1988), был химиком и фармацевтом, в 1925 г. защитил диссертацию, посвящённую окраске хлопчатых тканей дегидротиотолуидином и примулином (нем. Über die Baumwollaffinität von Derivaten des Dehydrothiotoluidins und Primulins), затем работал в Международном Красном кресте, в последние годы Второй мировой войны возглавлял представительство этой организации в Японии. В поздние годы занимался текстологическими исследованиями наследия швейцарского писателя Ульриха Брекера, значительно облегчив последующую работу по подготовке научного издания.